# Ферульниця довголиста
Ферульниця довголиста, еріозинафа довголиста (Eriosynaphe longifolia) — вид трав'янистих рослин з родини окружкових (Apiaceae).

## Опис
Багаторічна рослина від 50 до 100 см заввишки, розчепірено-гілляста, сиза, гола. Прикореневі листки тричі перисторозсічені, з довгими лінійними гострими частками; верхні листки скорочені до довгастих, трохи роздутих стеблоохопних піхв. Зонтики численні, 5–20-променеві, з них верхівковий плодючі, бічні — безплідні. Пелюстки жовтувато-зеленуваті. Плоди до 9 мм завдовжки, спинка повстяно запушена.
Період цвітіння: червень і липень.

## Поширення
Поширений в Україні, південно-європейській Росії, західному Казахстані.
В Україні вид зростає у степах, на глинистих, вапнякових і крейдяних схилах — у донецькому Лісостепу (Луганська область) і південній частині степу (околиці Миколаєва й смт Асканія-Нова), рідко.